# Leo Hermsen
Leo Hermsen (Nijmegen, 28 mei 1954 – aldaar, 2 juni 2010) was een Nederlands profvoetballer die als middenvelder voor N.E.C. heeft gespeeld.
In zijn jeugd speelde Hermsen bij de Nijmeegse amateurclubs SCH en SV Blauw Wit. Trainer Hans van Megen nam hem vervolgens mee naar het Nijmeegs jeugdelftal, waarna Hermsen door N.E.C. werd uitgenodigd voor proeftrainingen. Aan het begin van het seizoen 1972/1973 maakte hij vervolgens de overstap naar NEC. Na slechts één wedstrijd te hebben gespeeld in NEC-A1 schuift hij meteen door naar NEC-B, het talententeam oftewel tweede elftal van de Goffertclub. Op 17 december 1972 debuteerde hij op achttienjarige leeftijd op het hoogste niveau in de eredivisiewedstrijd NEC–PSV: 1-1. Coach Wiel Coerver zei in De Gelderlander na dit debuut: "Dit wordt de nieuwe Johan Neeskens". In dit seizoen had Hermsen, nog steeds amateur, een vaste plaats in het B-elftal. In januari 1973 tekende hij bij NEC een full-prof contract voor anderhalf jaar.
In april 1973 verbrijzelde hij zijn enkel door een verkeersongeluk en kwam aan zijn voetbalcarrière abrupt een eind, waarmee de invalbeurt tegen PSV zijn enige wedstrijd in het eerste elftal van NEC zou blijven. Kort na het ongeluk gaf coach Wiel Coerver nog aan Hermsen mee te hebben willen nemen naar Feyenoord. Leen Looijen, assistent-trainer bij N.E.C., trainde bijna een jaar lang dagelijks met hem om zijn enkel vlot te trekken en speelde Hermsen meermaals in het C-elftal van de club. Helaas mochten de trainingen van Looijen niet baten waardoor Leo Hermsen in april 1974 afgekeurd werd voor het betaalde voetbal. Gedurende het seizoen 1976/77 maakte hij zijn rentree in het amateurvoetbal en speelde hij onder andere bij zijn oude club SCH, waarmee hij in het seizoen 1978/79 kampioen werd van de Vierde Klasse. Tot en met het seizoen 1989/1990 speelde hij in de middenlinie bij deze club en daarna tot het seizoen 1997/1998 bij het veteranenelftal. Leo Hermsen overleed in 2010 op 56-jarige leeftijd aan de gevolgen van kanker.

## Statistieken
| seizoen | club | land      | competitie | wedstrijden | goals |
| ------- | ---- | --------- | ---------- | ----------- | ----- |
| 1972/73 | NEC  | Nederland | Eredivisie | 1           | 0     |
| 1973/74 | NEC  | Nederland | Eredivisie | 0           | 0     |